# IC 4514
IC 4514 је спирална галаксија у сазвјежђу Волар која се налази на листи објеката дубоког неба у Индекс каталогу.
Деклинација објекта је + 27° 34' 43" а ректасцензија 14h 50m 55,5s. Привидна величина (магнитуда) објекта IC 4514 износи 14,4 а фотографска магнитуда 15,2. IC 4514 је још познат и под ознакама UGC 9557, MCG 5-35-19, CGCG 164-34, PGC 53010.